# Longqing
L'imperatore Longqing (明穆宗, nato come Zhu Zaihou , nome templare:  Muzong (穆宗); Pechino, 4 marzo 1537 – Pechino, 5 luglio 1572) è stato il 12º imperatore della Cina della Dinastia Ming, tra il 1567 e il 1572, e fu nominato principe Yu nel 1539.

## Biografia
Longqing, dopo la morte di suo padre, l'imperatore Jiajing, ereditò un paese nel caos dopo anni di corruzione e cattiva gestione. L'imperatore comprese la profondità del caos che il regno del padre aveva causato, per cui ebbe l'idea di una riforma di governo, re-integrando funzionari di talento banditi da suo padre, e ridimensionando anche i funzionari corrotti e cioè i sacerdoti taoisti, favoriti da Jiajing nella speranza di salvare il salvabile.
Inoltre reimposta scambi economici con altri regni in Europa, Africa e altre parti dell'Asia, rafforzando anche i confini dello stato, nominando diversi generali per pattugliare le frontiere di terra e di mare. Questo incluse la fortificazione dei porti marittimi lungo le coste dello Zhejiang e del Fujian per dissuadere i pirati, che erano un costante spina nel fianco durante il regno dell'imperatore Jiajing.
Il regno dell'imperatore Longqing, durò più di sei anni. Generalmente considerato uno degli imperatori più liberali e di mente aperta della dinastia Ming, a Longqing tuttavia mancava il talento necessario per regnare vivamente, infatti in seguito divenne più interessato a perseguire la sua gratificazione personale, piuttosto che seguire le sorti dell'impero. Longqing morì nel 1572 quando aveva solì 35 anni. Sfortunatamente, il paese era ancora in declino, anche a causa della corruzione della classe dirigente. Prima di morire, Longqing aveva ordinato al ministro Zhang Juzheng di lasciare gli affari di Stato e di dedicarsi all'insegnamento del nuovo imperatore, che aveva solo 10 anni.
L'Imperatore Longqing è stato sepolto a Zhaoling (昭陵).

## Filmografia
- Atlantide - La grande muraglia, documentario.